# Новоархангельське (Шарлицький район)
Новоарха́нгельське (рос. Новоархангельское) — село у складі Шарлицького району Оренбурзької області, Росія.

## Населення
Населення — 422 особи (2010; 589 у 2002).
Національний склад (станом на 2002 рік):
- росіяни — 99 %